# Schönau-Berzdorf
Schönau-Berzdorf auf dem Eigen est une commune de Saxe (Allemagne), située dans l'arrondissement de Görlitz, dans le district de Dresde.

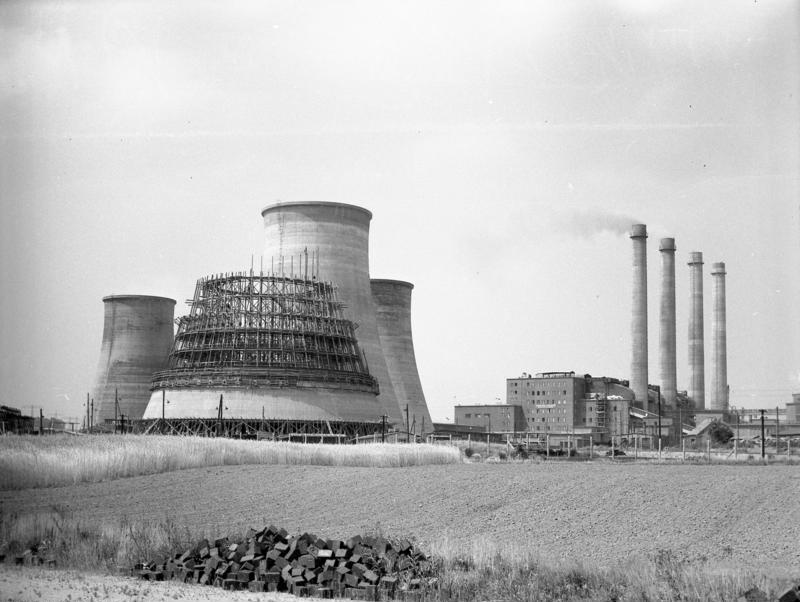
Construction de la centrale électrique de Berzdorf, juin 1959